# Caprimulgus celebensis
Caprimulgus celebensis là một loài chim trong họ Caprimulgidae.